# 纸叶榕
纸叶榕（学名：Ficus chartacea）为桑科榕属的植物。分布在泰国、缅甸、马来西亚、北加里曼丹、越南以及中国大陆的云南等地，生长于海拔1,500米的地区，常生于山坡水沟边，目前已由人工引种栽培。

## 异名
- Ficus chartacea Wall. ex King var. torulosa King